# Философска мисъл
„Философска мисъл“ е българско философско научно списание, което излиза между 1945 и 1991 г.
От него са публикувани 503 броя, в които са отпечатани над 5500 текста на повече от 1500 автори. Негово продължение след 1992 г. е списанието Философски алтернативи, издавано от Института по философски науки при БАН.